# Guerino di Lisle
Guerino di Lisle, Guerin, Warin in francese, Guerí in catalano e Guernarius o Werisius in latino. De Lisle (latinizzato in de Insula, "dall'isola"), francese de L'Isle (1277 circa – 1321 circa), è stato un nobile e cavaliere medievale britannico.

## Biografia
Guerino figlio di Gerard de Lisle e Alice de Armenters. I suoi nonni paterni erano Robert Lisle e Alice Fitz Gerold (figlia di Henry 1175-1231 figlio di Enrico FitzGerold 1140-1175); i suoi nonni materni erano Henry Armenters e Picot.
Warin o Guerino di Lisle, fu convocato per il servizio militare dal maggio 1298 al maggio 1319. Nel 1303 lui e altri furono accusati di furto e aggressione a Berks, nel 1308 fu conservatore della pace in città e all'Università di Oxford, e nello stesso anno fu nominato Custode del Castello di Windsor, fino a quando non fu sostituito nel 1319. Nel 1315 fu commissario di Øyer e nell'Oxfordshire e Berks. Nel settembre 1320 fu accusato di istigazione e di proteggere gli assalitori nei suoi manieri di Kingston e Beedon, Berks. Nel 1321 si unì ad Humphrey de Bohun, conte di Hereford, contro Thomas, conte di Lancaster. L'anno successivo, era in armi contro il re a Boroughbridge, il 16 marzo 1321/2, e fu catturato, condannato come traditore e giustiziato a Pontefract, trascinato dai cavalli e impiccato, fu sepolto nella chiesa dei Frati Neri.

## Matrimoni e discendenza
Guerino sposò Alice, sorella ed erede di Enrico, e figlia di Henry Teyes, che aveva 30 anni e più nel 1327. Ebbe sei figli:
- Gerard Lisle, I barone Lisle
- Mary Lisle
- Henry Tyey
- Alice de l'Isle, baronessa Grey di Codnor
- Warin Lisle
- Margery Isola di Saint Quintin, Lady